# Aleksandrs Koliņko
Aleksandrs Koliņko (Riga, 18 giugno 1975) è un allenatore di calcio ed ex calciatore lettone, di ruolo portiere.

## Carriera

### Club
Gioca con Interskonto (divenuto nel 1995 Skonto-Metals), formazione riserve dello Skonto Riga, prima di approdare alla prima squadra nel 1996. Con lo Skonto vincerà cinque campionati e tre Coppe di Lettonia.
Nel settembre del 2000 viene acquistato per 750 000 euro dal Crystal Palace, squadra inglese nella quale si mette in luce ricavando esperienza: le sue prestazioni, però, furono pregiudicate da una forma non molto buona: spesso alternava ottime prestazioni ad altre peggiori.
Nell'estate del 2003 passa ai russi del Rostov. Nel gennaio del 2005 il Rubin Kazan si aggiudica il cartellino del giocatore lettone per 200.000 euro. Nel 2008 si libera dalla squadra russa ma non trova un contratto rimanendo svincolato fino al marzo 2009, quando è acquistato dall'Olimps Riga.
A maggio arriva nei romeni del Dinamo Bucarest.
Nell'estate del 2009 viene acquistato dal Ventspils, ritornando in patria. Il Ventspils chiude al secondo posto in campionato.
Il 20 agosto 2010 passa ai russi dello Spartak-Nal'čik, squadra in cui rimane sino al 2011: il 14 febbraio 2011 si trasferisce al Baltika Kaliningrad, nella seconda serie russa dove rimane per più di 4 anni.
Chiude la carriera in patria con lo Spartaks.

### Nazionale
Al novembre 2010 ha totalizzato 94 presenze per la Nazionale lettone: ha debuttato in una gara contro l'Estonia il 9 luglio 1997, e ha inoltre preso parte, da titolare, al campionato d'Europa 2004 in Portogallo.

## Palmarès

### Club
- Campionato lettone: 5

Skonto: 1996, 1997, 1998, 1999, 2000
- Coppa di Lettonia: 3

Skonto: 1997, 1998, 2000

### Nazionale
- Coppa del Baltico: 2

2001, 2003

### Individuale
- Calciatore lettone dell'anno: 1

2006